# Albert Jan Feberwee

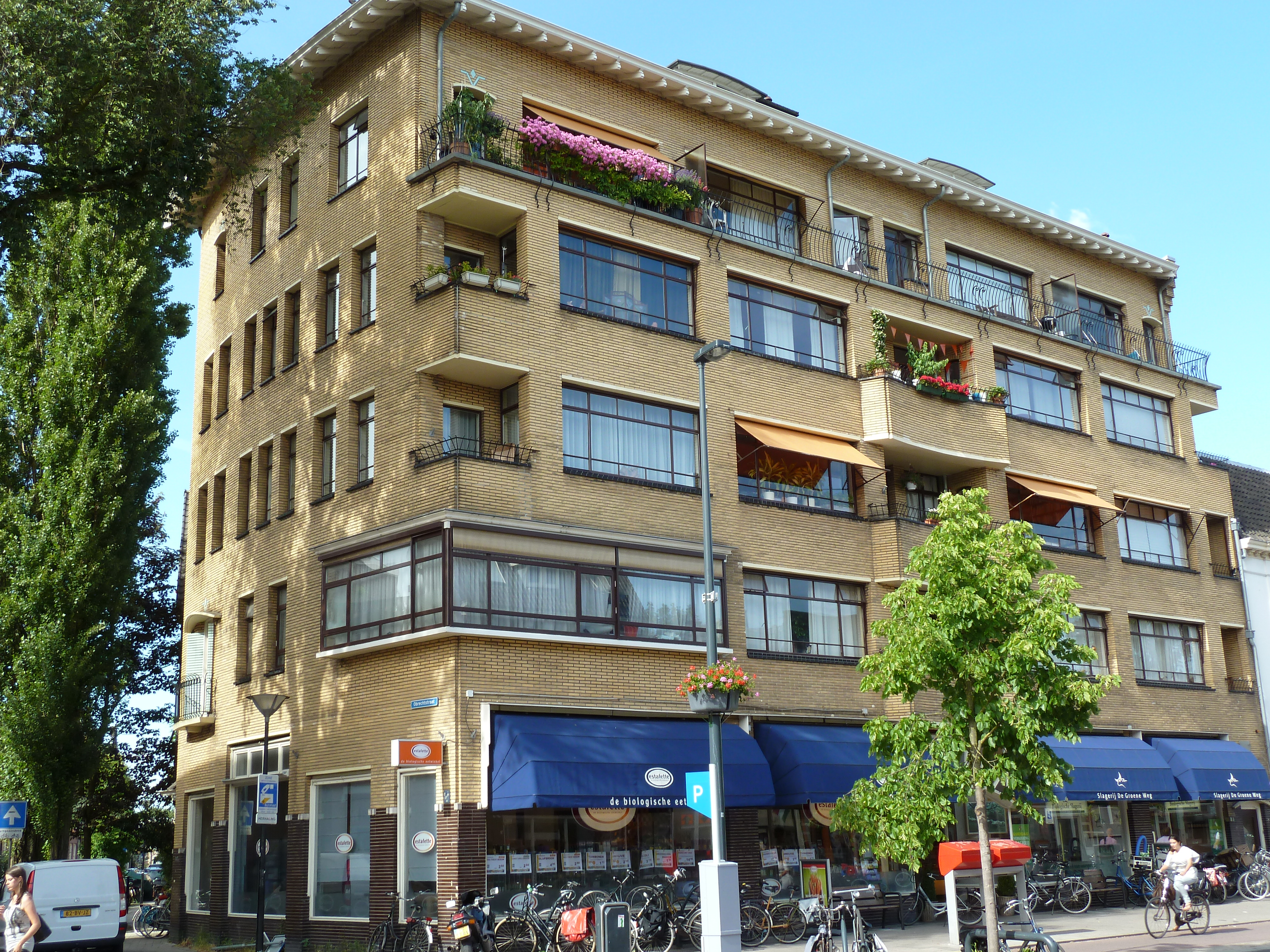
Biltstraat 62A-68Bis te Utrecht (1939)

Albert Jan Feberwee (Deventer, 27 januari 1896 - Arnhem, 6 maart 1977), onder vakgenoten vaak A.J. Feberwee genoemd, was een Nederlandse architect. Een van zijn bekendere werken is het voormalige Hotel Hofmann (1935) in de Poelestraat in Groningen, een gebouw in de stijl van de nieuwe zakelijkheid, dat doet denken aan het werk van de Duitse architect Erich Mendelsohn (1887-1953). Het is aangewezen als rijksmonument, evenals een door Feberwee ontworpen manege (1932) in Haren en een woonwinkelpand in Utrecht (1939). In de Groninger Korrewegwijk staan twee woningblokken van zijn hand.

## Werken (selectie)
- 1932: Manege aan de Viaductweg, Haren[1]
- 1932: Huizenblok in de Korrewegwijk, Groningen[2]
- 1933: Huizenblok aan de Star Numanstraat, Groningen[3]
- 1934: Het 'Ebbingehuis' Oude Ebbingestraat 61 Groningen (Op het terrein van het voormalig Groene Weeshuis)
- 1935: Voormalig Hotel Hofman aan de Poelestraat, Groningen[4]
- 1939: Woonwinkelpand aan de Biltstraat 62A-68Bis, Utrecht[5]
- 1953: Appartementengebouw aan de Hortensiuslaan, Hilversum[6]